# Domremy-la-Canne
Domremy-la-Canne è un comune francese di 33 abitanti situato nel dipartimento della Mosa nella regione del Grand Est.

## Società

### Evoluzione demografica
Abitanti censiti